# 2000年シドニーオリンピックのドイツ選手団
2000年シドニーオリンピックのドイツ選手団（2000ねんシドニーオリンピックのドイツせんしゅだん）は、2000年9月15日から10月1日にかけてオーストラリアのニューサウスウェールズ州シドニーで開催された2000年シドニーオリンピックのドイツ選手団、およびその競技結果。

## 概要
今大会は金メダル13個、銀メダル17個、銅メダル26個の合計56個のメダルを獲得した。

## メダル
| メダル | 選手名 | 競技       | 種目                      |
| ------ | --- | ---------- | ------------------------- |
| 金     | ニルス・シューマン | 陸上       | 男子800m                  |
| 金     | ハイケ・ドレクスラー | 陸上       | 女子走幅跳                |
| 金     | ロベルト・バルトコ | 自転車     | 男子4000m個人追い抜き     |
| 金     | ギド・フルスト ロベルト・バルトコ ダニエル・ベッケ イェンス・レーマン                                                                                   | 自転車     | 男子4000m団体追い抜き     |
| 金     | ヤン・ウルリッヒ | 自転車     | 男子個人ロードレース      |
| 銀     | ラルス・リーデル | 陸上       | 男子円盤投                |
| 銀     | シュテファン・ニムケ | 自転車     | 男子1000mタイムトライアル |
| 銀     | イェンス・レーマン | 自転車     | 男子4000m個人追い抜き     |
| 銀     | ヤン・ウルリッヒ | 自転車     | 男子個人タイムトライア    |
| 銀     | ハンカ・クフェルナーゲル | 自転車     | 女子個人ロードレース      |
| 銅     | アストリッド・クンバーヌス | 陸上       | 女子砲丸投                |
| 銅     | キルステン・ムンチョウ | 陸上       | 女子ハンマー投            |
| 銅     | シュテフ・テローケ | 競泳       | 男子100m背泳ぎ            |
| 銅     | シュテフ・テローケ イェンス・クルッパ トーマス・ルプラト トルステン・シュパネベルク                                                                     | 競泳       | 男子4×100mメドレーリレー  |
| 銅     | フランツィスカ・ファン・アルムジック アンテ・ブッシュシュルテ サラ・ハースティック ケルスティン・キールガス マイケ・フライターク ブリッタ・シュテフェン | 競泳       | 女子4×200m自由形リレー    |
| 銅     | セバスチャン・コーベル | ボクシング | 男子ヘビー級              |
| 銅     | アンナ＝マリア・グラダンテ | 柔道       | 女子48kg以下級            |
| 銅     | イエンス・フィードラー | 自転車     | 男子スプリント            |
| 銅     | イエンス・フィードラー | 自転車     | 男子ケイリン              |
| 銅     | アンドレアス・クレーデン | 自転車     | 男子個人ロードレース      |